# Нижнесерогозский район
Нижнесерого́зский райо́н (укр. Нижньосірогозський район) — упразднённая административная единица в северо-восточной части Херсонской области Украины. С 2020 года территория района входит в состав Генического района.

## География

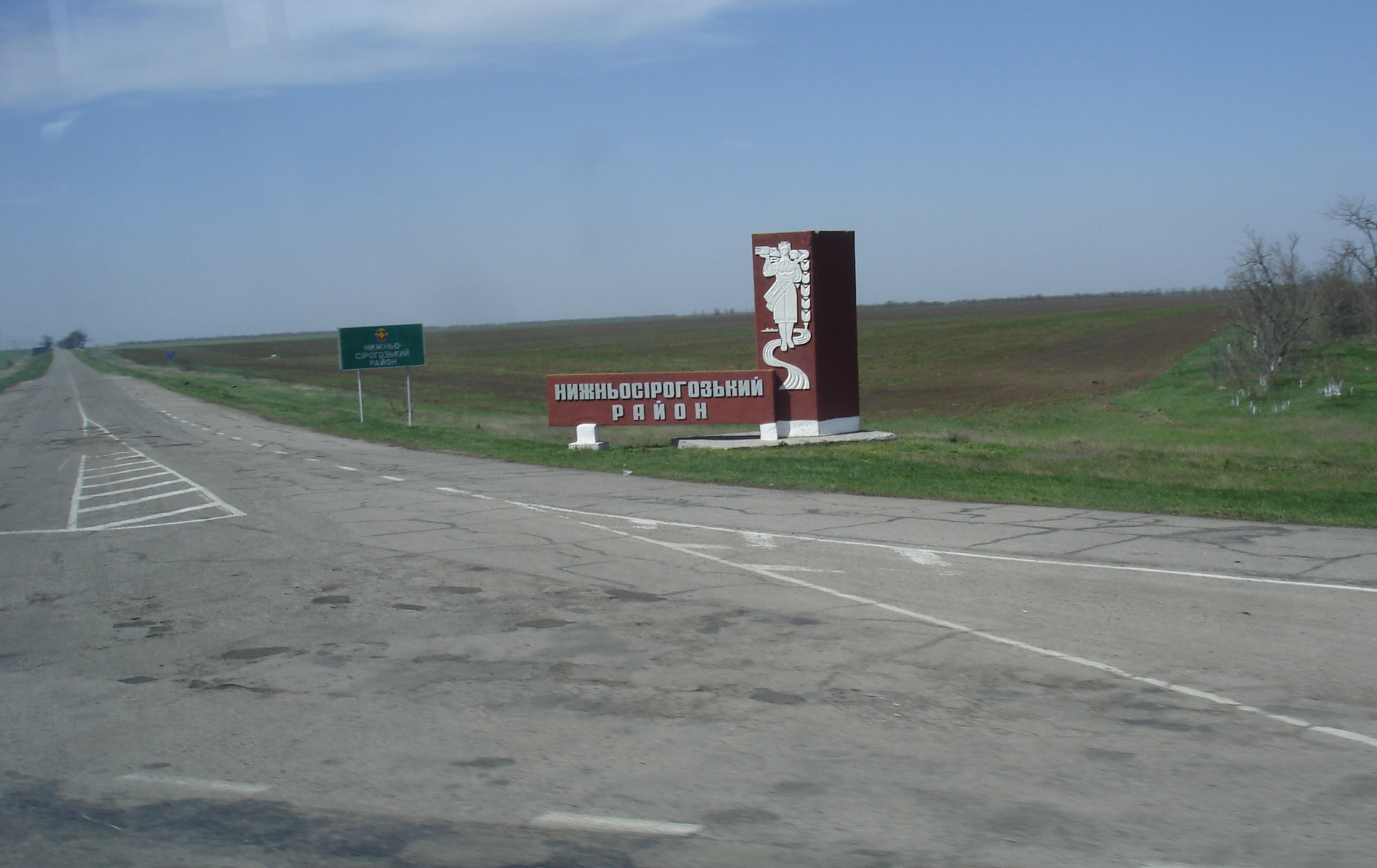
Нижнесерогозский район на автодороге М-14

На севере граничит с Верхнерогачикским районом, на востоке с Весёловским районом Запорожской области, на юге с Новотроицким и Ивановским районом, на западе с Великолепетихским, Горностаевским и Каховским районом Херсонской области. На территории района протекает река Балка Большие Серогозы.

## История
Образован в 1923 году в составе Мелитопольского округа. В 1932 вошёл в состав Днепропетровской области. В 1939 передан в состав Запорожской области. В 1944 году стал частью Херсонской области.
17 июля 2020 года в результате административно-территориальной реформы район вошёл в состав Генического района. На его территории была сформирована Нижнесерогозская поселковая община.